# 塞勒姆 (紐約州)
塞勒姆（英語：Salem）是一個位於美國紐約州華盛頓縣的鎮。

## 人口
根據2020年美國人口普查的數據，塞勒姆的面積為135.77平方千米，當中陸地面積為135.62平方千米，而水域面積為0.15平方千米。當地共有人口2612人，而人口密度為每平方千米19人。